# 1935 en combiné nordique
| Années du combiné nordique : 1932 - 1933 - 1934 - 1935 - 1936 - 1937 - 1938    |
| Décennies du combiné nordique : 1900 - 1910 - 1920 - 1930 - 1940 - 1950 - 1960 |

Cette page reprend les résultats de combiné nordique de l'année 1935.

## Festival de ski d'Holmenkollen
L'édition 1935 du festival de ski d'Holmenkollen fut remportée par le norvégien Oddbjørn Hagen
devant ses compatriotes Bernt Østerkløft (no) et Sverre Kolterud.

## Jeux du ski de Lahti
L'épreuve de combiné des Jeux du ski de Lahti 1935 fut remportée par un coureur norvégien, Bernt Østerkløft
devant les Finlandais Lauri Valonen et H. Ilvonen.

## Championnat du monde
Le championnat du monde eut lieu à
L'épreuve de combiné fut remportée par le norvégien Oddbjørn Hagen
devant le Finlandais Lauri Valonen et l'Allemand Wilhelm Bogner.

## Championnats nationaux

### Championnat d'Allemagne
L'épreuve du championnat d'Allemagne de combiné nordique 1935 fut remportée par le Norvégien Sigurd Røen.
De nombreux étrangers dont les meilleurs Norvégiens font le déplacement au Championnat d'Allemagne de ski (de) qui déroule sur le même parcours que les futurs épreuves olympiques de 1936 . L'épreuve de combiné nordique est remporté par Sigurd Røen devant ses compatriotes Olaf Hoffsbakken et Oddbjørn Hagen. Derrière, l'
Allemand Willy Bogner devance l'Italien Severino Menardi et Hans Vinjarengen,.

### Championnat d'Estonie
Le Championnat d'Estonie fut remporté par Otto Tamm	devant Sergei Sumeiko et Konrad Kiili.

### Championnat de Finlande
Le championnat de Finlande 1935 fut remporté par Pertti Mattila.

### Championnat de France
L'épreuve du championnat de France 1935 fut remportée par le Norvégien Sigmund Ruud.

### Championnat d'Italie
Le championnat d'Italie 1935 fut remporté par Andrea Vuerich.

### Championnat de Norvège
Le championnat de Norvège 1935 se déroula à Molde, sur le Moldeheibakken.
Le vainqueur fut Olav Lian, suivi par Sigurd Røen et Kåre Albinussen.

### Championnat de Pologne
Le championnat de Pologne 1935 fut remporté par Stanisław Marusarz, du club SNPTT Zakopane.

### Championnat de Suède
Les résultats du championnat de Suède 1935 sont en tout point identiques à ceux de l'année précédente : il a distingué Harald Hedjerson, du club Djurgårdens IF, tandis que le club champion fut le Grycksbo IF (sv).

### Championnat de Suisse
Le Championnat de Suisse de ski 1935 a eu lieu à Grindelwald.
Le champion 1935 fut un coureur local, Fritz Steuri (de).